# L'honestà negli amori
L'honestà negli amori es un dramma per musica en tres actos con música del compositor Alessandro Scarlatti y libreto en italiano de D F Bernini o Domenico Filippo Contini. Se estrenó en el Teatro di Palazzo Bernini en Roma el 3 de febrero de 1680.
Fue escrita en 1679-1680, cuando Scarlatti tenía deicinueve años de edad, y fue su segunda ópera. El aria de la ópera 'Già il sole dal Gange' ha logrado cierta popularidad, al ser grabada por cantantes como Luciano Pavarotti y otros.